# Ducat de Sessa
El Ducat de Sessa és un títol nobiliari espanyol concedit pels Reis Catòlics en 1507 a Gonzalo Fernández de Còrdova, el Gran Capità. El seu nom es refereix al municipi italià de Sessa Aurunca, a la província de Caserta. Considerat des del segle xvi com a títol de Castella, la seva denominació en italià és Duca di Sessa.

## Llista de titulars
| Titular                    | Període                                               |                            |
| Creació pels Reis Catòlics | Creació pels Reis Catòlics                            | Creació pels Reis Catòlics |
| -------------------------- | ----------------------------------------------------- | -------------------------- |
| I                          | Gonzalo Fernández de Còrdova i Herrera                | 1507-1515                  |
| II                         | Elvira Fernández de Còrdova i Manrique                | 1515-1524                  |
| III                        | Gonzalo Fernández de Còrdova i Fernández de Còrdova   | 1524-1578                  |
| IV                         | Francisca Fernández de Còrdova i Fernández de Còrdova | 1578-1597                  |
| V                          | Antonio Fernández de Còrdova i Cardona                | 1597-1606                  |
| VI                         | Luis Fernández de Còrdova i Aragó                     | 1606-1642                  |
| VII                        | Antonio Fernández de Còrdova i Rojas                  | 1642-1659                  |
| VIII                       | Francisco Fernández de Còrdova i Pimentel             | 1659-1688                  |
| IX                         | Félix Fernández de Còrdova i Fernández de Còrdova     | 1688-1709                  |
| X                          | Francisco Fernández de Còrdova i Aragó                | 1709-1750                  |
| XI                         | Ventura Francisca Fernández de Còrdova i Aragó        | 1750-1768                  |
| XII                        | Ventura Ossorio de Moscoso i Fernández de Còrdova     | 1768-1783                  |
| XIII                       | Vicente Joaquín Osorio de Moscoso i Guzmán            | 1783-1816                  |
| XIV                        | Vicente Ossorio de Moscoso y Álvarez de Toledo        | 1816-1837                  |
| XV                         | Vicente Pío Ossorio de Moscoso i Ponce de León        | 1837-1864                  |
| XVI                        | José María Ossorio de Moscoso i Carvajal              | 1864-1881                  |
| XVII                       | Francisco d'Assís Osorio de Moscoso i Borbó           | 1881-1924                  |
| XVIII                      | Francisco Ossorio de Moscoso i Jordán de Urríes       | 1924-1952                  |
| XIX                        | María del Perpetu Socors Ossorio de Moscoso i Reynoso | 1952-1955                  |
| XX                         | Leopoldo Baró i Osorio de Moscoso                     | 1955-1974                  |
| XXI                        | Gonzalo Baró i Gavito                                 | actual titular             |

Els últims titulars han mantingut residència a Mèxic, la filla del XXI duc, Adelaida (1979) és des de 2004 duquessa de Atrisco i el seu fill Gonzalo Baró i Carral (1978) l'hereu de Sessa.